# Bitka za Carigrad
Opsada Carigrada od 674. do 678. godine bila je prva arapska opsada Carigrada, tj. prvi pokušaj arapsko-muslimanskog Omejidskog Kalifata za zauzimanje bizantske prijestolnice, te da se tako konačno sruši Bizantsko Carstvo i okončaju bizantsko-arapske ratove. Opsada koja je trajala nekoliko godina doživjela je neuspjeh što se najčešće tumači snagom carigradskih zidina koje Arapi nisu mogli probiti; Arapi su Carigrad ponovno pokušali zauzeti tek četiri desetljeća kasnije.
Rat između Bizanta i arapskih muslimana otpočeo je 40-ak godina ranije i u njemu su Arapi u pravilu pobjeđivali Bizant, koji je vrlo brzo izgubio najbogatije provincije kao što su Levant (do kraja 630-ih) i Egipat (do početka 640-ih). Godine 649. je Muavija, arapski guverner Sirije, prvi put izgradio ratnu mornaricu, s kojom je osvojen Cipar, a u Bitci jarbola 655. uspostavljena i pomorska nadmoć nad istočnim Mediteranom te osvojeni Rodos i Kreta. Dalje napredovanje Arapa je zaustavljeno izbijanjem građanskog rata među muslimanima; njegov završetak i Muavijin dolazak na mjesto kalifa 661. je označio nastavak osvajanja, pri čemu se na meti našla dotle uglavnom netaknuta bizantska Sjeverna Afrika. Godine 674. je Muavija zaključio da je došlo do vrijeme da se udari na sam Carigrad, te je organizirao veliku flotu i vojsku te je povjerio svom sinu Jezidu.